# Історія села Плиски
Плиски —  село в Україні, розташоване за 18 км від районного центру м. Борзни Чернігівської області.  

## Заснування села
Плиски виникли в першій половині XVII століття (приблизно в 1640 році ) на однойменній річці Плиски.
Село Плиски засноване у складі Речі Посполитої у першій половині XVII сторіччя. З 1648 року — у складі Ніжинського полку Гетьманської України.
В свій час біля села Плиски були знайдені слов'янські поселення ще перших віків нашої ери. На час виникнення населеного пункту в ньому нараховувалося близько 15 дворів. Здавна село Плиски в народі називали мальовничим, бо влітку все воно потопало в зелені і цвіті фруктових садів та декоративних дерев.
За даними історико - статистичного опису Чернігівської єпархії вже в 1770 році в селі проживало 1722 особи, а в 1830 році -2064 особи.
Після скасування кріпацтва 1861 року біля села з'явилося ще декілька хуторів, жителі яких тільки у далекому 1838 році переселилися безпосередньо до Плисок.

## Довоєнний період
Під час кайзерівського звільнення від російських окупантів (1918 р.) в Плисках діяв партизанський загін, очолюваний Григорієм Гнатовичем Голицею. З денікінцями вів боротьбу партизанський загін під керівництвом Кормія Якимовича Губаря.
З березня 1923 року по вересень 1930 року село Плиски було районним центром. Десь на початку 1929 року в село прибули люди в чорному шкіряному одязі. Їх прикмета - у пояса кобура нагана. Вони декілька днів ходили по селу разом із сільськими активістами мовчки, лякаючи людей і собак. Майже щодня тоді стали проводитися  збори активу. З'явилися «чорні» списки, куди були занесені прізвища так званих куркулів і підкуркульників. Почалось розкуркулювання: відривались сіни, продавались будинки тих, хто противився вступу до колгоспу. "Куркулів" розгромили в пух і прах, а їх майно розпродали з «молотка». Пізніше дійшла черга і до церкви. Її закрили, потім зняли дзвони і хрести, розкидали і зробили в колгоспі амбар.
В ті роки, особливо в 1933-му, в село не завозилися продукти. Люди шукали щось поїсти. А щоб протопити - на кладовищах вирубували дерев'яні хрести. Ночами крали зерно з млинів, варили з нього кутю або ж куліш. Так і жили тоді люди: брудні, голодні, годували собою клопів та вошей. Спали впритул, всі разом - щоб було тепліше.
В кінці минулого (ймовірно мова йде про позаминуле - 19 століття) століття єврей Городецький неподалік від залізниці побудував під одним дахом млин та олійницю. Це підприємство у селі жителі охрестили словом «парова». Тут мололи зерно на сортове борошно, драли крупу, давили олію з кользи, свиріпи, конопель, льону і, навіть, із насіння огірків.
Незадовго перед колективізацією на обочинах села на висотах стояло одинадцять млинів, які використовували дармову вітряну енергію і дарували людям добро.
В різні періоди у млинах мірошниками були: з Прибалтики якась «литовка», Яків Нечай, брати Йосип та Прохор Шкурки, Кузьма Власенко, Михайло Ілляшенко.
1929 року комуністична влада почала систематичний терор проти сільського населення. Не минув плисківчан страшний голод 1933-го. Те, що було забрано у куркулів, було або вивезено або ж з'їдено. Окремі жителі збирали в полі колосочки, але за них тяжко відповідали.
На початку 1930-х заганяли в колгоспи. Комуністи вдалися до організації убивств мешканців Плисок голодом. Марія Романчук, 1912 року народження, свідчить:
Активісти — «камсамольці» (так вимовляла мати) ходили по хатах і вимітали, часто в прямому розумінні, все їстівне. Коли зерна не було, то забирали й квасолю. Її бабуся вирішила схитрувати. Розсипала по горищу з відро зерна, перемішаного з половою, ніби це просто сміття. Та ті активісти вже знали про всі нехитрі прийоми голодних людей. Вони взяли віник, змели все і забрали, незважаючи на сиріт.Іншим разом закопали скількись картоплі, щоб було що весною посадити на городі. Прийшли із щупами, знайшли, все забрали. І найвражаючий епізод…
Меншому материному братові в 1933 р. було 12-13 років. Він зранку гнав у поле пасти корову до вечора. На увесь день йому давали пляшку молока і «маторжаників». Це такі коржики із полови, зілля, кори тощо. І от одного дня десь опівдні приходить до них сусідський хлопець Шура, ровесник брата Івана. Він теж пастушок, прийшов з поля і каже, що Ваня просив передати йому їсти. Ми, каже мати, здивувалися. Адже брат знав, що ми дали йому з собою, що могли. Та все-таки кілька маторжаників знайшлося і хлопцю віддали. Увечері, коли вже Іван був вдома, прийшов батько того Шури і питає брата, де його син. А Іван сказав, що він ще вдень пішов до села і не вернувся. Почали шукати і знайшли того хлопця мертвого за селом. Назад до пастушків він не дійшов і не врятували його ті маторжаники. Ясна річ, брат не посилав його до своїх за їжею, голодна дитина сама придумала спосіб як трохи підживитися. Та це його вже не врятувало.

## Повоєнні часи
В тому ж таки 1940-му декілька хлопців, що тільки - но закінчили середню, школу були призвані в кадрові окупаційні війська СССР, та повернутися їм до своїх рідненьких мам судилося далеко не всім. Буде точнішим - мало кому судилося залишитися в живих.
Старожили села і зараз пам'ятають день 12 липня 1941 року. Саме в цей «Петрів» день сотні чоловіків Плисок були мобілізовані та призвані  на фронт. Всього із села за всі дні війни пішло 510 чоловіків на фронт, де повинна була вирішуватися доля сталінської Батьківщини.
Наші земляки пройшли важкими дорогами Другої світової війни від першого до останнього її дня. Вони хоробро билися з ворогом на полях Підмосков'я, на вулицях Сталінграда.
Воювали на Курській дузі, визволяли Україну, Білорусь. Вони форсували Дніпро і Дністер, Віслу і Одер, штурмували Кенігсберг і Берлін. Дехто з них відзначився у боях при окупації Польщі, Болгарії, Румунії, Угорщини, Югославії і Чехословаччини.
З кожним днем фронт все ближче наближався до Плисок. А 9 вересня 1941 року в населений пункт вдерлися «носії нового порядку». Ще через кілька днів в село прибув каральний загін під командування угорця Удалого. Не забарився приступити до своїх чорних обов'язків і комендант Гофман. Пожежі, шибениці, розстріли. Два роки окупації для плисківчан були днями суцільної ночі.
Вогняну печать поставили гітлерівці в селі. Окупувавши село, вони спалили 59 дворів і різними методами знищили 618 військовополонених та мирних жителів. Серед загиблих був і молодий поет Олександр Володимирович Шкура. Полум'яним словом він закликав людей до боротьби з ворогами рідної Вітчизни. 3 цим закликом на вустах юнак і згорів у полум'ї.
10 вересня 1943 року село Плиски було відвойоване вояками 132-ї Бахмацької стрілецької дивізії. В братській могилі, що в центрі села, покоїться прах десяти воїнів, що реокупували тоді село і загинули :
- Волков Дмитро Михайлович
- Кирилов Іван Григорович
- Коробов Микола Матвійович
- Коротич Федір Дмитрович
- Михайлов Василь Васильович
- Мішунін Петро Сергійович
- Невський Микола Олександрович
- Рубинський Іван Петрович
- Скуратов Леонід Петрович
- Стукалін Василь Михайлович

8 жовтня 1943 року від прямого попадання ворожих бомб загинуло 26 молодих радянських зенітників 214 бронепоїзда військ протиповітряної оборони, і серед них 13 дівчат. Їх прах також покоїться в окремій братській могилі.
В 1943-1944 роках Бахмацький військовий комісаріат призвав на фронт юнаків 1926 та 1927 років народження. Більшість із них брали саму активну участь у війні з Японією.
Безпосередньо на фронтах від Білого до Чорного морів за роки війни загинуло 314 плисківських солдат, сержантів і офіцерів. А 196 фронтовиків в різні роки повернулися живими до рідних домівок.
9 травня 1945 року населення з безмежною радістю святкувало день Перемоги. Бо всі односельці знали, що не було і немає такої сили, яка б змогла знищити душу народу, народу, який безмежно любить свою Вітчизну, свою свободу і незалежність.
Чекали і не перестають чекати фронтовиків їх батьки, дружини, діти. Діти, що колись із слізьми говорили "татку, повернися" - вже давно повиростали. В полум'ї запеклої війни загинули офіцери Гаценко Семен Гнатович, Попович Віктор Григорович, Попович Микола Костянтинович, інші. Чимало офіцерів і рядових повернулися додому пораненими. Все сільське населення яскраво й повно уявляло про ті неймовірні труднощі, що їх повинні були подолати радянські воїни, про ту складну обстановку, в якій було завершено подвиг, що вічно буде взірцем доблесті і відваги для тих, хто живе нині, і для прийдешніх поколінь.
Після закінчення війни люди приступили до відбудови зруйнованого господарства. Робили це і плисківчани. Знову в ненависних колгоспах, на підприємствах самовіддано працювали колишні фронтовики, солдатські вдови, неповнолітні діти. Технічних засобів не вистачало і в плуги запрягли корів. 
Все дальше від нас віддаляються роки війни. Та ми до деталей повинні пам'ятати ратні подвиги тих, хто не повернувся з поля бою, хто прибув у рідне село з запахом Перемоги. На Ленінградському фронті з ворогом воював Мамуль Трохим Оксентійович і Міняйло Михайло Максимович, у стін Москви в 1941- 1942 роках в рядах відважних перебували Гринь Павло Васильович, Кішка Павло Панасович, Пелех Прокіп Михайлович, Попович Олексій Давидович, Пирог Семен Павлович, Фенько Костянтин Андріянович и Шкурко Григорій Федорович.
Повернулися додому пропахши порохом Сталінградської битви плисківчани Баришевський Федір Сергійович, Ілляшенко Андрій Іванович, Рязанцев Іван Андрійович. Звільняли польську столицю Варшаву Герасименко Олексій Васильович, Дубовик Микита Михайлович, Лютий Олександр Микитович, Тендітник Олександр Трохимович, Шкурко Михайло Прохорович. 
В Кенігсбергській операції 1945-го відзначилися Андрій Кириїнович Гавриленко, Тимофій Олексійович Ілляшенко, Володимир Іванович Ілляшенко, Іван Прокопович Романенко. 
Активну участь у Берлінський операції прийняли: 
- Гонтар Петро Стенанович
- Горлач Іван Павлович
- Гринь Олексій Федорович
- Гаценко Микита Климович
- Гавриш Василь Павлович
- Головешко Олексій Федорович
- Голуб Іван Петрович
- Дерев'янко Микола Трохимович
- Демченко Іван Іванович
- Дубовик Іван Борисович
- Дяченко Іван Олександрович
- Заєць Дмитро Борисович
- Заєць Микола Кузьмович
- Іваненко Михайло Федорович
- Ілляшенко Павло Олександрович
- Кот Омелян Миронович
- Лютий Павло Андрійович
- Матвієнко Іван Андрійович
- Муха Микола Архипович
- Попович Василь Андрійович
- Піддубський Василь Данилович
- Солоха Павло Петрович
- Тимошенко Олександр Прохорович
- Турчин Олексій Фомич
- Удовик Микола Антонович
- Харевич Григорій Андрійович
- Чміль Іван Григорович
- Шкура Михайло Іванович
- Ярошевський Кирило Іванович.

Прагу від німців звільняли: Власенко Степан Григорович, Ілляшенко Михайло Іванович, Кішка Іван Панасович, Шкурко Михайло Прохорович.
Починаючи з 2014 року територію України від колишніх "визволителів" захищали жителі села, учасники АТО:          
- Ілляшенко Василь
- Мохонько Володимир
- Павлінський Дмитро
- Голяка Микола
- Мосягін Сергій
- Гавриш Сергій
- Власенко Сергій
- Дяченко Микола

## Історичне минуле школи
В центрі села Плиски біля тихого ставка розташована загальноосвітня школа. Багато років підряд дає вона знання юним жителям села та навколишніх сіл, зокрема, Махнівки (а раніше й Малої Загорівки, Сиволожа). Школа заснована в 1869 році. У 1938 відбувся перший випуск учнів, серед яких Ольга Данилівна Головач, Іван Михайлович Нечай, Дмитро Сидорович Ходич, Григорій Мусійович Шкура та інші. В 1942 – 1943 роках випусків не було.   Зі стін школи вийшли люди, які своєю працею по-справжньому прославили село, а саме:
- Попович Павло Данилович, доктор наук, який багато років у Києві займався науковою роботою з питань садівництва;
- Тишенко Олексій   Іванович, кандидат сільськогосподарських наук;
- Турчин Ніна   Миколаївна, кандидат біологічних наук;
- Борсук Любов Федорівна, доктор сільськогосподарських наук;
- Кириченко Олексій Якович, генерал-лейтенант залізничних військ;
- Мармуль Лариса Олександрівна, доктор економічних наук;
- Смаль Ігор Вікторович, кандидат географічних наук;
- Чернявський Володимир Мечиславович, лікар, автор робіт з психіатрії;
- Голиця Михайло Миколайович, заступник голови Київської міськради.

За часи існування школи директорами були Сипливий Павло Антонович, Даниленко Андрій Іванович, Данилюк Анатолій Сидорович, Ткач Євген Андрійович, Свєчніков Михайло Миколайович. З 2006 року директором школи є Яременко Антоніна Тарасівна. На даний момент у Плисківській ЗОШ І-ІІІ ступенів навчається 90 учнів. Працює дошкільний навчальний заклад «Веселка» Плисківської сільської ради. Його відвідує  27 дітей.

## Спортивне життя села
Село відоме тим, що тут є футбольна команда „Єдність“ (Плиски), яка грає у другій лізі чемпіонату України. „Єдність“ була створена у 2001 році, і в першому ж сезоні команда виграла чемпіонат Борзнянського району. У 2004 році клуб    отримав професійний статус, заявившись до другої ліги чемпіонату України, де і грає з сезону 2005-2006 року. Найвище досягнення у чемпіонаті „Єдність“ здобула вже наступного сезону, посівши 3-е місце в групі А, проте після цього сезону команда скотилася в середину таблицю і більше не боролась за підвищення у класі. 	У Кубку України найвищим досягненням команди стала 1/8 фіналу сезону 2009—2010рр.  Суперником команди другої ліги на цьому етапі став володар Кубка УЄФА донецький  „Шахтар“.  Матч закінчився з рахунком 1:3 на користь донеччан і зібрав рекордну для Плисок аудиторію — 6000 глядачів.
В 2016 році у селі було відкрито футбольне поле зі штучним покриттям, яке стало першим полем в області зі штучною поверхнею високої якості. Покриття стійке до зношування та дозволяє грати на ньому в будь-яку пору року.  Домашні матчі „Єдність“ проводить на стадіоні, що вміщає 1500 глядачів. Стадіон обладнаний електронним табло, освітленням. Також в селі є ще три поля, два з яких зі штучного покриття. В інфраструктуру клубу також входять готель, кафе, сауна та міні-кінозал. В літні місяці до села приїздять діти з різних сіл та міст, щоб тренуватися і відпочивати.  Живуть  і  харчуються  вони у готелях.

## Мистецька стежина
В 1884 р. на станції Плиски двічі побував Л. Н. Толстой, який приїжджав у гості до художника М.М. Ге. У 1880 році російський живописець Ілля Юхимович Рєпін, їдучи до художника Миколи Миколайовича Ге, перебував у нашому селі.
Толстой JI.M дуже цікавився у Ге М.М тим, як останній у 1871 році створив історичну картину «Петро І допитує царевича Олексія». Саме в цьому 1884 році Ге намалював портрет Льва Миколайовича Толстого, який був всього на три роки старіший за художника.
Записано зі слів жителя села Власенка Клима Івановича /1868-1957роки/:
«Влітку 1884 року мені було 16 років. В той день, як і інші молоді люди, я гуляв на привокзальному пероні. Якийсь їздовий з боку Фастовців парою ситих коней привіз уже не молоду людину. До прибуття поїзда на Москву залишалося біля двох годин. Чомусь цей чоловік, говорячи російською мовою, підійшов до мене. Він був неначе шалений, коли особисто з його вуст дізнався, що то був Лев Миколайович Толстой.											Лев Миколайович, він сам про це сказав, повертався від художника Ге. Я йшов додому, а він, як приворожений слідом. Лев Миколайович вихваляв українську культуру, цікавився життям моїх земляків. А ще він говорив, що поспішає до Москви, щоб закінчити твір «В чому моя вина?».
Так непомітно ми з ним дійшли в сад Коницького до величезної тополі. Багато пізніше я вже дізнався, що в тому творі Лев Миколайович прийшов до заперечення існуючого тоді соціального ладу, що був побудований на хибних основах.	В селі я себе вважав досить грамотним, а от в розмову з такою великою людиною вступити сміливості не вистачило. Хвилин 10-15 він мені розповідав про свої враження від перебування на Україні, про те, як він позував перед М.М. Ге, коли той його малював. Так ми і залишили святе для мене місце під тополею. Я його довів знову до перону, а через трохи він сів на поїзд і поїхав на Москву».
До 180-річчя з дня народження М. Ґе, українського і російського живописця, останній період творчості якого був пов'язаний з Плисками, у селі було відкрито виставку репродукцій робіт майстра. Вагому роль в організації виставки взяли співробітники Київської національної картинної галереї. Меценатом виступив заступник голови Київської міськради Михайло Голиця, який  зазначив з приводу цієї події:
«Приходить час – і ті слова, до яких ти звик, як до красивих ліричних пасажів – відкривають тобі глибинний зміст. Звичайно, я знав історію рідного села тісно пов’язану з іменем художника Миколи Ґе, але пріоритетами мого життя були професійні, суспільні щаблі зростання. Я довго йшов до пізнання творчого генія Великого Живописця, але цей час не був для мене втраченим – він приніс мені згоду з собою, впевненість у думках і вчинках – чого і бажаю Вам, мої глибоко шановні земляки, мої сучасники».

## Інфраструктура села
По Плисківській сільській раді проживає 1015 жителів, в тому числі: чоловіків – 462, жінок – 553, молоді – 356, пенсіонерів – 352.
У селі є будинок культури на 300 місць. Працюють танцювальний та вокальний гуртки. Сільська бібліотека з книжковим фондом 14500 примірників та читальним залом.
Головна спеціалізація села – виробництво сільськогосподарської продукції, рослинництво (пшениця, ячмінь, кукурудза,соняшник).
Площа земель – 6444,4 га, в тому числі: с/г угіддя – 5658,1 га, рілля – 4658,4 га, лісовий фонд – 215, 0 га, водний фонд – 17,26 га.
Територія сільської ради – 6444,4 га: приватної власності – 4265,5 га, земель запасу – 6080,0 га, земель резервного фонду – 590,0 га. 
У селі вулиці з асфальтованим покриттям 22,0 км. Автотранспортне сполучення з районним центром. Залізничне сполучення з обласним центром, столицею України м. Київ. Залізнична станція Плиски належить до Південно-Західної залізничної магістралі “Київ - Москва”. В селі знаходиться ставок площею – 11,0 га, МПК (місцева пожежна команда), Свято-Михайлівська православна церква, СДЛА (сільська дільнична лікарська амбулаторія) з денним стаціонаром на 10 ліжкомісць обслуговує 3 населені пункти та автомобіль “Медична допомога”, 11 магазинів з них: продовольчих – 6, промислових – 2, змішаної торгівлі – 3, 3 кафе (загального користування на 115 місць), 1 перукарня, 3 готелі, аптека № 2 «Ліки України».